# (20628) 1999 TS40
1999 تي أس 40 (ويعرف أيضًا باسم (20628) 1999 تي أس 40 وفق تسمية الكوكب الصغير) (بالإنجليزية: 1999 TS40)‏ هو كويكب ضمن حزام الكويكبات؛ وترتيبه 20628 من حيث الاكتشاف.
اكتُشف هذا الجُرم الفلكي بواسطة ماسح السماء كاتالينا في 5 أكتوبر 1999.

## وصلات خارجية
- (20628) 1999 TS40 في قاعدة بيانات مختبر الدفع النفاث لأجرام النظام الشمسي الصغيرة

- الاكتشاف · مخطط المدار ·  العناصر المدارية · المعلمات المادية

- (20628) 1999 TS40 على موقع ويكي سكاي: DSS2, SDSS, GALEX, IRAS, Hydrogen α, X-Ray, Astrophoto, Sky Map, Articles and images